# Allium elmaliense
Allium elmaliense — вид трав'янистих рослин родини амарилісові (Amaryllidaceae), ендемік Туреччини.

## Опис
Цибулина кругло-яйцеподібна, діаметром 1.3–2.8 см, зовнішня оболонка паперова, коричнево-чорна, внутрішня — біла. Листків 2–5, вузьколінійні, 6–10(13) × 0.2–0.6 см, плоскі, голі, з чітко хвилеподібними краями, без надземних піхов. Стебло 12–25(30) × 0.15–0.25 см, довше листя. Зонтик напівсферичний або паралельно-гіллястий, 3–3.5 × 1.5–2 см, 15–35-квітковий, квітконіжки 10–15 мм, майже рівні. Квіти запашні. Оцвітина прямостійна і спочатку чашоподібна; сегменти оцвітини від лінійних до довгастих, 3.5–4.5 × 0.8–1.1 мм, від тупих до гострих, сегменти білі із зеленою серединною жилкою. Пиляки жовті. Зав'язь чорна в період цвітіння, 1.3 × 1.6 мм. Коробочка трикутна, 4–5 × 3.5–4.2 мм, зелена коли свіжа, світло-коричнева коли суха, гола. Насіння чорне, 2–2.5 мм, зморшкувате.
Цвіте і плодоносить у квітні-травні.

## Поширення
Ендемік Туреччини. Зростає в південно-західній Анатолії.
Вид відомий лише з одного населеного пункту, а чисельність населення невелика, тому слід вважати, що він належить до категорії CR.